# ماكسيميليان ويبر
ماكسيميليان ويبر (بالألمانية: Maximilian Weber) (و. 1866 – 1944 م) هو جيولوجي، وطبيب، من ألمانيا، ولد في دغندورف، توفي في ميونخ، عن عمر يناهز 78 عاماً.